# District Nord (Taichung)
Pour les articles homonymes, voir District Nord.
Le district Nord (Chinois traditionnel: 北區; pinyin: Běi Qū; Wade–Giles: Pei3 Ch'ü1) est un district de la municipalité de Taichung à Taïwan situé dans sa partie nord. Le territoire compte de nombreux atouts culturels, trois universités et quatre lycées, ainsi que des cercles d'affaires à grande échelle bien connus tels que le quartier des affaires de Yizhong. C'est l'un des quartiers les plus développés de la ville pour la culture, l'éducation et le commerce. C'est la région administrative de troisième niveau avec la densité de population la plus élevée du centre de Taiwan et la neuvième densité de population la plus élevée parmi tous les cantons et zones urbaines de l'île de Taïwan.

## Histoire
Le district faisait partie de la ville provinciale de Taichung avant sa fusion avec la Municipalité de Taichung au 25 décembre 2010.

## Démographie
- Population : 143 018 (janvier 2023)
- Densité : 20 608 hab/km²

## Divisions administratives
| - Zhongzheng (中正) - Zhongda (中達) - Liuhe (六合) - Wenzhuang (文莊) - Liren (立人) - Guangda (光大) - Yude (育德) - Mingxin (明新) - Mingde (明德) - Qiucuo (邱厝) - Changqing (長青) - Jianxing (建興) - Jianxing (健行) | - Chongde (崇德) - Meichuan (梅川) - Dangou (淡溝) - Dingcuo (頂厝) - Laicun (賴村) - Laiwang (賴旺) - Laiming (賴明) - Laicuo (賴厝) - Laifu (賴福) - Laixing (賴興) | - Dahu (大湖) - Wuchang (五常) - Jinhua (金華) - Jinlong (金龍) - Jiancheng (建成) - Jiande (建德) - Xinbei (新北) - Xinxing (新興) - Leying (樂英) - Jinping (錦平) - Jincun (錦村) - Jinzhou (錦洲) - Jinxiang (錦祥) |

## Éducation
- Université nationale des sciences et technologies de Taichung

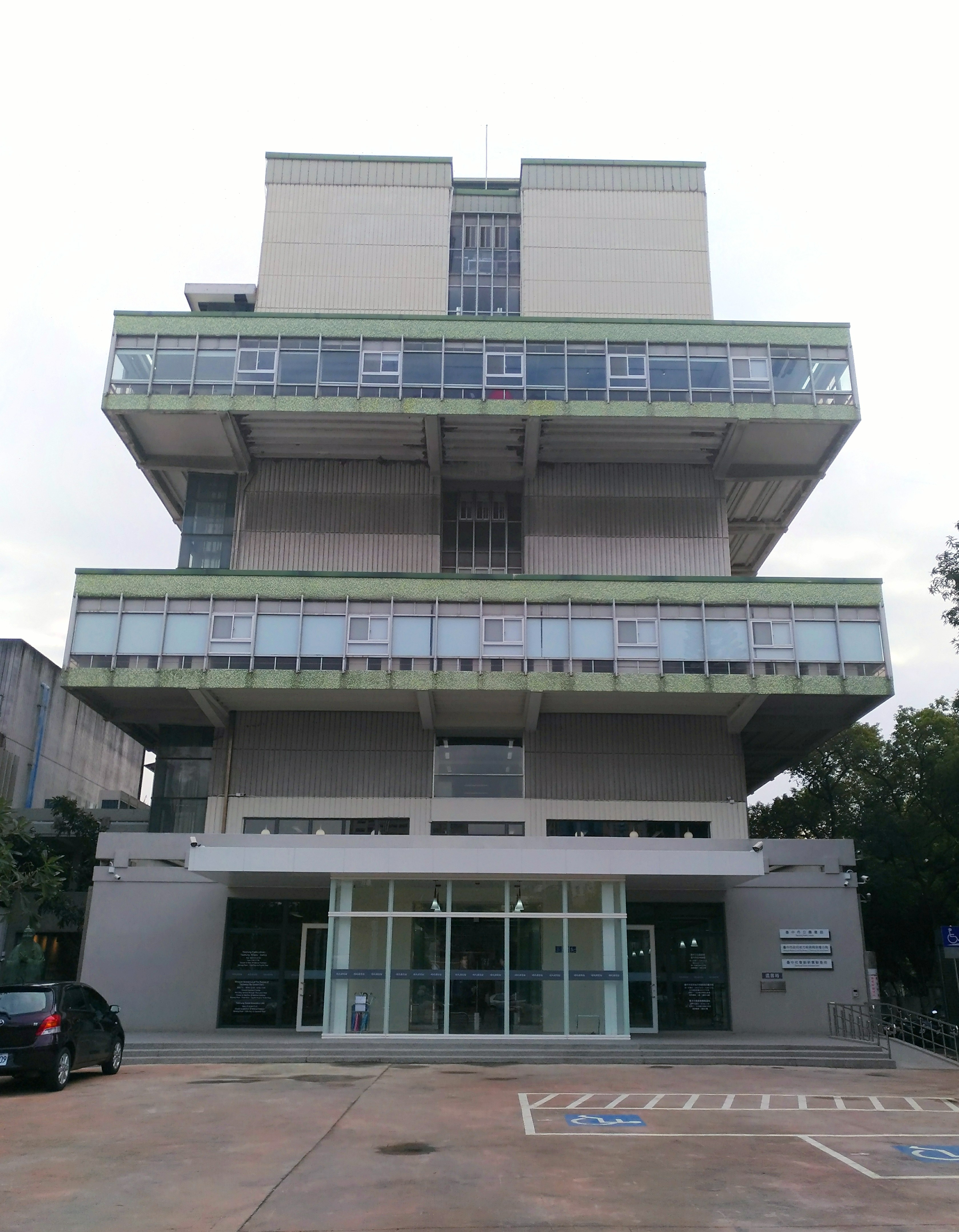
Bibliothèque Jingwu

- Université nationale des sports de Taïwan

## Attractions touristiques

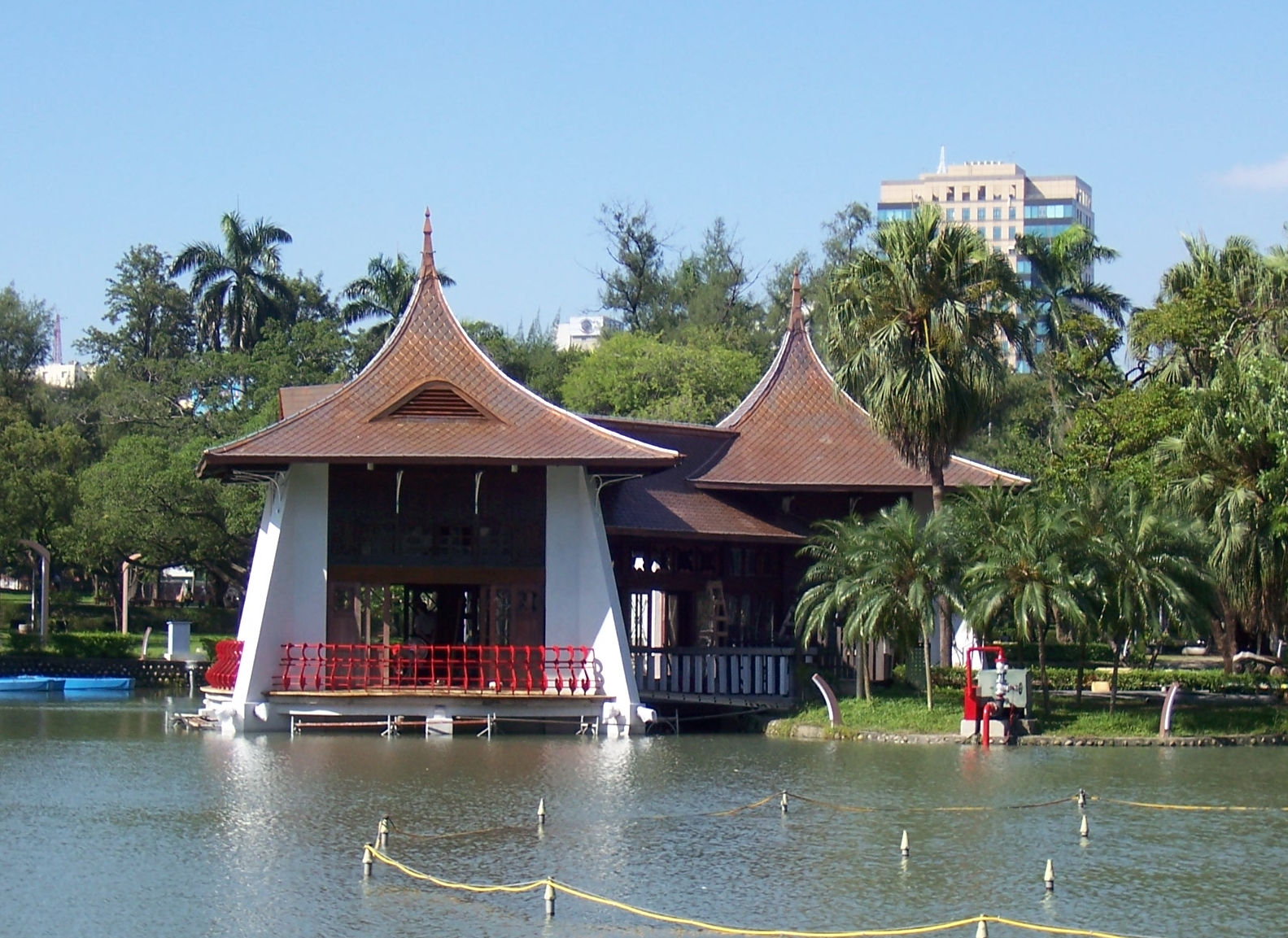
Huxinting (湖心亭), parc de Taichung

- Bureau de radiodiffusion de Taichung (en)
- Musée national de sciences naturelles (en)
- Jardin botanique du Musée national des sciences naturelles (en)
- (en) Maison du maire de Taichung
- (en) Parc de Taichung
- (en) Sanctuaire des martyrs de Taichung
- (en) Salle Wen Ying
- (en) Temple confucéen de Taichung
- (en) Rue pétonne de Yizhong
- (en) Temple Yuanbao

### Métro de Taichung
- Wenxin Zhongqing

### Routes
- Route provinciale 1B
- Route provinciale 3
- Route provinciale 12